# Wilhelm Stieber
Wilhelm Johann Carl Eduard Stieber (ur. 3 maja 1818, Merseburg – zm. 29 stycznia 1882, Berlin) – niemiecki doradca kanclerza Ottona von Bismarcka, szef pruskiej Feldsicherheitspolizei (pol. Polowej Policji Bezpieczeństwa), później niemieckiego wywiadu.

## Początki pracy w policji
Początkowo Wilhelm Stieber planował zostać duchownym luterańskim, później w latach 1845–1850 prowadził kancelarię adwokacką, specjalizująca się w sprawach kryminalnych, pracując zarazem jako informator i szpieg dworu. Swoje sukcesy na sali sądowej zawdzięczał w dużej mierze temu, że był jednocześnie wydawcą czasopisma policyjnego, co umożliwiało mu wgląd w materiały śledztwa i materiał dowodowy oskarżenia. Ujawnienie tego procederu wywołało skandal, przed konsekwencjami którego uchroniło go poparcie króla. Fryderyk Wilhelm IV mianował go wówczas komisarzem policji.

## Szpieg caratu
Po wstąpieniu na tron Wilhelma I Hohenzollerna, Stieber został zdymisjonowany. Krótko po tym wyjechał do Petersburga, ofiarował swoje usługi carowi Rosji. W latach 1858–1863 zreorganizował tamtejszą tajną policję. Stieber zajmował się również inwigilacją rosyjskich emigrantów politycznych oraz rewolucjonistów w krajach europejskich (do najbardziej znanych misji Stiebera było inwigilowanie przebywającego w Londynie Karola Marksa).

## Szpieg Bismarcka
Po wyjeździe z Rosji kontynuował działalność wywiadowczą na rzecz Prus. Podczas pobytu w Austrii gromadził dla Ottona von Bismarcka informacje bezcenne wobec zbliżającej się wojny prusko-austriackiej. Później przez osiemnaście miesięcy osobiście kierował zorganizowaną przez siebie siatką szpiegowską w Paryżu.
Wilhelm Stieber był jednym z twórców niemieckiego wywiadu, a w celu prowadzenia działalności szpiegowskiej utworzył rządową agencję propagandowo-informacyjną, zwana Central-Nachrichten-Bureau (pol. Centralne Biuro Wywiadowcze). W swojej pracy powszechnie posługiwał się prowokacją. Z jego inicjatywy wywiad stał się jedną z integralnych funkcji pruskiego (później niemieckiego) sztabu generalnego – późniejszy oddział III b Sztabu Generalnego Cesarskiej Armii Niemieckiej. Ta naśladowana przez inne państwa innowacja dała początek nowoczesnym strukturom organizacyjnym europejskich służb wywiadowczych.